# Adolf Lüderitz

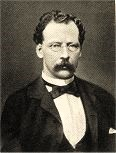
Adolf Lüderitz

Franz Adolf Eduard Lüderitz (16 juli 1834 te Bremen - oktober 1886 verdronken in de Oranjerivier) was een koopman afkomstig uit Duitse Bremen. Zijn naam is verbonden met een plaats aan de kust van Namibië. Namens hem kocht in 1883 Heinrich Vogelsang de baai Angra Pequena en het aangrenzende land van de lokale Nama-hoofdman Josef Fredericks uit Bethanie. Deze plaats is bekend als Lüderitz.